# Бушен (Нор)
Буше́н (фр. Bouchain) — коммуна во Франции, регион О-де-Франс, департамент Нор, округ Валансьен, кантон Денен. Расположена в 17 км к юго-западу от Валансьена и в 45 км к юго-востоку от Лилля, в 2 км от автомагистрали А2, на берегу реки канала Шельда (Эско). На востоке коммуны находится железнодорожная станция Бушен линии Бюзиньи-Сомен.
Население (2017) — 3 952 человека.

## Экономика
В Бушене работает крупнейшая в регионе угольная теплоэлектростанция.
Структура занятости населения:
- сельское хозяйство — 0,5 %
- промышленность — 19,0 %
- строительство — 3,2 %
- торговля, транспорт и сфера услуг — 49,6 %
- государственные и муниципальные службы — 27,7 %

Уровень безработицы (2017) — 17,7 % (Франция в целом — 13,4 %, департамент Нор — 17,6 %). 

Среднегодовой доход на 1 человека, евро (2017) — 19 240 (Франция в целом — 21 110, департамент Нор — 19 490).

## Демография
Динамика численности населения, чел.

## Администрация
Пост мэра Бушена с декабря 2014 года занимает социалист Людовик Зьянтек (Ludovic Zientek). На муниципальных выборах 2020 года возглавляемый им левый список одержал победу в 1-м туре, получив 56,61 % голосов.
| Период | Период | Фамилия          | Партия                  | Примечания                                            |
| ------ | ------ | ---------------- | ----------------------- | ----------------------------------------------------- |
| 1959   | 1971   | Жюль Гидес       |                         | предприниматель                                       |
| 1971   | 1987   | Родольф Лемперёр | Разные левые            | нотариус                                              |
| 1987   | 1995   | Альбер Ледюк     | Разные правые           | налоговый агент                                       |
| 1995   | 1995   | Жан Долланд      | Коммунистическая партия | работник почты, член Генерального совета департамента |
| 1995   | 2008   | Мишель Карон     | Коммунистическая партия | учитель                                               |
| 2008   | 2014   | Жан-Пьер Больт   | Разные правые           | специалист по логистике                               |
| 2014   |        | Людовик Зьентек  | Социалистическая партия | парламентский атташе                                  |

## Галерея
- Остатки укреплений на берегу Эско
- ТЭЦ
- Канал Эско у Бушена